# Rountzenheim
Rountzenheim je občina v departmaju Bas-Rhin francoske regije Alzacija.
Leta 2010 je v občini živelo 1.045 oseb oz. 157 oseb/km².